# سفارة مالطا في الولايات المتحدة
سفارة مالطا في الولايات المتحدة هي أرفع تمثيل دبلوماسي لدولة مالطا لدى الولايات المتحدة. تقع السفارة في شمال غربي واشنطن العاصمة وهي تهدف لتعزيز المصالح المالطية في الولايات المتحدة.

## وصلات خارجية
- قائمة سفارات مالطا
- قائمة السفارات في الولايات المتحدة